# Cấu trúc ma trận
Cấu trúc ma trận được sử dụng song song với các phương pháp tổ chức khác như Cấu trúc theo khu vực, Cấu trúc theo chức năng... Đây cũng là một cách cấu trúc tổ chức phổ biến trong công tác tổ chức tại Việt Nam cũng như trên thế giới. Tuy nhiên, các cấu trúc kiểu này được các dự án đặc biệt ưa thích vì sự phù hợp. Cấu trúc này cũng được sử dụng phổ biến cả trong khu vực kinh doanh và phi kinh doanh.

## Mô hình của cấu trúc ma trận
- Mô hình tổ chức theo ma trận là sự kết hợp của 2 hay nhiều mô hình tổ chức khác nhau. Ví dụ mô hình tổ chức theo chức năng với mô hình tổ chức theo sản phẩm(sơ đồ bên dưới).

## Điểm mạnh của cấu trúc
- Đây là hình thức tổ chức linh động
- Ít tốn kém và sử dụng nhân lực có hiệu quả
- Đáp ứng được tình hình sản xuất kinh doanh nhiều biến động
- Việc hình thành và giải thể dễ dàng, nhanh chóng

## Điểm yếu của mô hình
Mất ổn định tổ chức doanh nghiệp

## Ma trận SWOT
Mô hình phân tích SWOT là một công cụ rất hữu dụng cho việc nắm bắt và ra quyết định trong mọi tình huống đối với bất cứ tổ chức kinh doanh nào. Viết tắt của 4 chữ Strengths (điểm mạnh), Weaknesses (điểm yếu), Opportunities (cơ hội) và Threats (nguy cơ), SWOT cung cấp một công cụ phân tích chiến lược, rà soát và đánh giá vị trí, định hướng của một công ty hay của một đề án kinh doanh. SWOT phù hợp với làm việc và phân tích theo nhóm, được sử dụng trong việc lập kế hoạch kinh doanh, xây dựng chiến lược, đánh giá đối thủ cạnh tranh, tiếp thị, phát triển sản phẩm và dịch vụ.
- Các bước phân tích SWOT:
  1. Bên ngoài: nêu ra những Cơ hội (Opportunities) và Thách thức (Threats);
  2. Bên trong: nêu ra những Điểm mạnh (Strengths) và Điểm yếu (Weaknesses);
  3. Đề ra Chiến lược: trên cơ sở kết hợp và phân tích 4 điểm S, W, O và T của ma trận SWOT.